# تشيت ألين
تشيت ألين (بالإنجليزية: Chet Allen) هو مغني أوبرا وممثل أمريكي، ولد في 6 مايو 1939 في الولايات المتحدة، وتوفي بنفس المكان في 17 يونيو 1984.

## وصلات خارجية
- تشيت ألين على موقع IMDb (الإنجليزية)
- تشيت ألين على موقع ميوزك برينز (الإنجليزية)
- تشيت ألين على موقع ديسكوغز (الإنجليزية)
- تشيت ألين على موقع قاعدة بيانات الفيلم (الإنجليزية)